# Ustrój polityczny Mozambiku
Zgodnie z konstytucją z 1990 roku Mozambik jest republiką z prezydentem wybieranym w wyborach powszechnych na 5-letnią kadencję jako głową państwa.
Prezydent może pełnić urząd przez dwie kolejne kadencje, a ponownie ubiegać się o to stanowisko po upływie kolejnych 5 lat od ostatniej kadencji. Władza ustawodawcza należy do jednoizbowego Zgromadzenia Republiki wyłanianego w wyborach powszechnych na 5-letnią kadencję, liczącego 250 deputowanych. Władzę wykonawczą sprawuje rząd kierowany przez prezydenta, bieżącymi pracami rządu kieruje premier.